# Physikalisches Gesetz
Ein physikalisches Gesetz  beschreibt in allgemeiner Form, wie die physikalischen Größen, welche die Zustände eines physikalischen Systems charakterisieren, miteinander zusammenhängen und sich gegebenenfalls ändern. Im Allgemeinen wird dies in mathematischer Form ausgedrückt. Im physikalischen Kontext werden diese Gesetze auch als Naturgesetze bezeichnet bzw. mit diesen identifiziert.
Innerhalb seines Gültigkeitsbereichs gilt ein physikalisches Gesetz mit sehr hoher Wahrscheinlichkeit. Dieser Gültigkeitsbereich wird durch gezielte physikalische Experimente und Beobachtungen geprüft. Wenn deren Ergebnisse mit den Erwartungen übereinstimmen, gilt das Gesetz als bestätigt.
Jedes physikalische Gesetz ist Teil einer physikalischen Theorie, die einheitlich und widerspruchsfrei sein soll. Eine Theorie, deren Vorhersagen noch nicht bestätigt werden konnten, wird Hypothese genannt (wie beispielsweise die Stringtheorie). Eine geschlossene Theorie ist die Gesamtheit von Gesetzen, die ein Gebiet vollständig beschreiben. So beschreiben z. B. die Maxwellschen Gleichungen  – in ihrem Gültigkeitsbereich – die gesamte klassische Elektrodynamik.
Die wissenschaftlich akzeptierten physikalischen Gesetze bestimmten das materielle Weltbild etwa von der Mitte des 19. bis zum Beginn des 20. Jahrhunderts. Sie standen im Gegensatz zur Auffassung, dass Naturvorgänge durch Einwirkungen beeinflusst werden können, die von außerhalb des als Natur verstandenen Systems stammen (z. B. durch höhere Wesen). Seither herrscht die Ansicht vor, dass physikalische Gesetze statistische Geltung besitzen, also je nach den betrachteten Phänomenen und der Art ihrer Beobachtung mit höherer oder geringerer Wahrscheinlichkeit zutreffen. Physikalische Gesetze gelten daher als Paradigma für Naturgesetze. Ob sich jedoch alle wissenschaftlichen Regeln auf physikalische Gesetze zurückführen lassen, und welcher ontologische Statuts ihnen zukommt, ist Gegenstand wissenschaftstheoretischer Debatten (siehe auch Wissenschaftlicher Realismus).

## Physikalische Gesetze und Naturgesetze
Die Physik beschreibt Verhaltensregularitäten ihrer Beobachtungsobjekte, ohne darüber Auskunft zu geben, wie sie sich als Naturgesetze in ein umfassendes Weltbild einfügen könnten. Diese Aufgabe übernimmt die Metaphysik bzw. Naturphilosophie. Die Bezeichnung „Gesetz“ legt womöglich nahe, die Natur verhalte sich ähnlich wie eine Person unter dem Zwang von Gesetzen, die ein intelligentes Wesen erlassen hat. Eine solche Vorstellung wird als Okkasionalismus bezeichnet. Dabei wurden die Gesetzmäßigkeiten als Handlungsregeln Gottes angesehen, die dieser zu bestimmten (allerdings berechenbaren) Gelegenheiten aus seinem freien Willen heraus wahr werden lässt. So eine Denkweise wurde im 17. Jahrhundert diskutiert, ist aber aufgrund des methodischen Atheismus innerhalb der Wissenschaftstheorie heute praktisch bedeutungslos.

## Physikalische Gesetze als Spiegel des wissenschaftlichen Fortschritts
Der wissenschaftliche Fortschritt in der Physik besteht oft darin, dass scheinbar unabhängige Gesetze in einem größeren Zusammenhang auf eine gemeinsame Grundlage zurückgeführt werden. Ein Beispiel hierfür sind die zahlreichen Kräfte der Mechanik und die Gesetze ihres Wirkens, die letzten Endes sämtlich auf elektromagnetische Wechselwirkungen auf atomarem Niveau und auf die Gravitation zwischen und in den beteiligten Körpern zurückgeführt werden können.
Eine andere Art des wissenschaftlichen Fortschritts zeigt sich etwa im Übergang von der klassischen Mechanik zur Relativitätstheorie. Hier wurden Begriffe und Gesetze, die als unumstößlich und allgemeingültig angenommen worden waren, als nur näherungsweise gültiges Modell für ein begrenztes Gebiet erkannt, in diesem Fall für kleine Geschwindigkeiten und Massen.
In diesem Sinne wird nach „letzten“ grundlegenden und allgemeingültigen Gesetzen gesucht. Beispiele für diese Bemühungen sind Stringtheorie, Quantengravitation und Große vereinheitlichte Theorie; sie alle sind bisher noch hypothetisch. Ein Weltgesetz, mit dem „alles“ erklärt und aufgebaut werden kann, wäre vergleichbar den Axiomen der Mathematik.

## Beispiel: Formulierung eines Gesetzes
Um die Vorgänge exakt zu beschreiben, werden Naturgesetze meist mathematisch formuliert. Ein Beispiel dafür ist das Gravitationsgesetz von Isaac Newton. Es lautet: Die Anziehungskraft F zwischen zwei Massen {\displaystyle m_{1}} und {\displaystyle m_{2}} ist proportional zur Größe der Massen und umgekehrt proportional zum Abstandquadrat {\displaystyle r^{2}}.
{\displaystyle F=G{\frac {m_{1}m_{2}}{r^{2}}}.}
G ist dabei ein Proportionalitätsfaktor, der die Massen {\displaystyle m_{1}} und {\displaystyle m_{2}} und das Inverse des Abstandsquadrats {\displaystyle 1/{r^{2}}} miteinander in Relation setzt.
Da dieser als Gravitationskonstante bezeichnete Faktor in allen untersuchten physikalischen Systemen erfahrungsgemäß den gleichen Wert besitzt und eine fundamentale physikalische Wechselwirkung (die Anziehung von Massen untereinander) beschreibt, spricht man von einer Naturkonstanten.

## Beispiele für physikalische Gesetze
- Newtons Gravitationsgesetz (siehe oben)
- Licht breitet sich im Vakuum immer mit der gleichen Geschwindigkeit aus (Lichtgeschwindigkeit).
- Die Hauptsätze der Thermodynamik
- Thermische Zustandsgleichung idealer Gase
- ohmsches Gesetz